# Nagy paradicsommadár
A nagy paradicsommadár (Paradisaea apoda) a madarak osztályának verébalakúak (Passeriformes) rendjébe és a paradicsommadár-félék (Paradisaeidae) családjába tartozó faj.

## Rendszerezése
A fajt Carl von Linné svéd ornitológus írta le 1758-ban.

## Alfajai
- Paradisaea apoda apoda
- Paradisaea apoda novaeguineae

## Előfordulása
Új-Guinea délkeleti részén és az Aru-szigetek területén honos. Természetes élőhelyei a szubtrópusi és trópusi síkvidéki esőerdők. Állandó, nem vonuló faj.

## Megjelenése
Testhossza 35-43 centiméter, testtömege 170-173 gramm. A hím feje sárga, a faroktolla vörös-sárga.
|  |  |

## Életmódja
Gyümölcsökkel és rovarokkal táplálkozik.

## Természetvédelmi helyzete
Az elterjedési területe korlátozott, egyedszáma ugyan csökken, de még nem éri el a kritikus szintet. A Természetvédelmi Világszövetség Vörös listáján nem fenyegetett fajként szerepel.